# Petra Vaarakallio
Petra Vaarakallio   (Hèlsinki, 17 de juny de 1975) és una jugadora d'hoquei sobre gel finlandesa, ja retirada, que va competir entre el 1992 i el 2006. Jugava de davantera.
El 1998 va prendre part en els Jocs Olímpics d'Hivern de Nagano, on guanyà la medalla de bronze en la competició d'hoquei sobre gel. Quatre anys més tard, als Jocs de Salt Lake City, fou quarta en la mateixa competició.
En el seu palmarès també destaquen quatre medalles de bronze al Campionat del món, dues medalles d'or i una de bronze al Campionat d'Europa. Amb la selecció finlandesa jugà un total de 126 partits en què marcà 51 gols i va fer 67 assistències. A nivell de clubs guanyà set lligues finlandeses entre el 1999 i el 2005 amb l'Espoo Blues.